# Ranunculus similis
Ranunculus similis Hemsl. – gatunek rośliny z rodziny jaskrowatych (Ranunculaceae Juss.). Występuje endemicznie w południowej części Chin – w południowo-zachodniej części prowincji Qinghai oraz w regionach autonomicznych Sinciang (w południowo-wschodniej części) i Tybet. 

## Morfologia
PokrójBylina o lekko owłosionych pędach. Dorasta do 5–15 cm wysokości.
LiścieSą potrójnie klapowane. W zarysie mają prawie nerkowaty kształt. Mierzą 0,5–1 cm długości oraz 0,5–1,5 cm szerokości. Są skórzaste. Nasada liścia ma prawie sercowaty kształt. Ogonek liściowy jest nagi i ma 1,5–4 cm długości.
KwiatySą pojedyncze. Pojawiają się na szczytach pędów. Mają żółtą barwę. Dorastają do 12–14 mm średnicy. Mają 5 eliptycznych działek kielicha, które dorastają do 5 mm długości. Mają 5 stożkowato odwrotnie owalnych płatków o długości 8 mm.
OwoceNagie niełupki o elipsoidalnie jajowatym kształcie i długości 2 mm. Tworzą owoc zbiorowy – wieloniełupkę o prawie kulistym kształcie i dorastającą do 5–8 mm długości.

## Biologia i ekologia
Rośnie na trawiastych lub skalistych zboczach. Występuje na wysokości od 4900 do 5700 m n.p.m. Kwitnie od czerwca do lipca, natomiast owoce pojawiają się od lipca do sierpnia. 